# Alexander Albon
Alexander „Alex“ Albon Ansusinha (* 23. března 1996 Londýn) je britskothajský automobilový závodník, od roku 2019 závodící pod thajskou vlajkou ve Formuli 1.
Po úspěšné motokárové kariéře, kde získal několik titulů, se po roce 2010 přesunul do juniorské formule. V roce 2012 se stal součástí juniorského týmu Red Bullu. V roce 2015 se zúčastnil evropské Formule 3 a v roce 2016 šampionátu GP3, kde se umístil na konečném druhém místě za Charlesem Leclercem. Další rok se přesunul do Formule 2, kde nejprve skončil desátý, o rok později ale obsadil třetí pozici.
Pro rok 2019 podepsal smlouvu s týmem Toro Rosso, debutoval v Grand Prix Austrálie. Poté, co s týmem odjel 12 závodů, byl povýšen do týmu Red Bull, kde vystřídal Pierra Gaslyho vedle Maxe Verstappena. V Grand Prix Toskánska 2020 získal své první pódiové umístění a stal se prvním thajským jezdcem, kterému se tak povedlo. Pódium získal ještě v Bahrajnu, v roce 2021 ho ale v týmu vystřídal Sergio Pérez. Albon zůstal rezervním jezdcem Red Bullu a týmu AlphaTauri, pro rok 2022 ale podepsal smlouvu s Williamsem, kde vystřídal George Russella.
Celkem ve Formuli 1 dvakrát skončil mezi třemi nejlepšími. S Williamsem má uzavřenou smlouvu do konce roku 2026.

## Osobní život
Albon se narodil v Londýně v Anglii. Jeho otec, Nigel Albon, je bývalým závodním jezdcem, který se účastnil britského šampionátu cestovních vozů a Porsche Carrera Cup. Jeho matka, Kankamol, pochází z Thajska. Albon navštěvoval školu Ipswich v Suffolku, než odešel ze školy, aby pokračoval ve své profesionální závodní kariéře. Albon je buddhista.

## Kariéra

### Formule 1
Albon měl působit v sezóně 2018/19 ve Formuli E s týmem Nissan e.dams. Dne 26. listopadu 2018 bylo potvrzeno, že Albon odstoupil od smlouvy a do Formule E nenastoupí. Ještě v tentýž den Toro Rosso oznámilo, že Albon vstoupí do týmu pro sezónu 2019 spolu s Daniilem Kvjatem. Albon je druhý thajský jezdec, který závodil ve Formuli 1, první od doby, kdy princ Bira závodil v sezóně 1954.
V srpnu 2019 bylo během letní přestávky oznámeno, že Albon nahradí od závodu v Belgii v Red Bullu Pierra Gaslyho. Dne 12. listopadu 2019 bylo oznámeno, že Albon bude závodit na plný úvazek v Red Bullu v sezóně 2020.
V září 2021 po ohlášení přesunu George Russella do Mercedesu bylo nově vzniklé volné místo ve Williamsu brzy zaplněno Alexem Albonem. V sezóně 2022 se vrátil zpět na startovní rošt a závodil po boku Nicolase Latifiho.

### 2019
Své první body získal ve svém druhém závodě v Bahrajnu. Ve svém třetím závodě, čínské Grand Prix 2019, Albon odstartoval z boxové uličky, protože havaroval ve třetím volném tréninku a nebyl schopen zúčastnit se kvalifikace. Albon skončil na desátém místě a získal své první ocenění „Jezdec dne“.
Po maďarské Grand Prix 2019 oznámil Red Bull, že Albon nahradí Pierra Gaslyho od belgické Grand Prix 2019, přičemž se Gasly vrátil do Toro Rosso. Změna nastala po silném výkonu Albona v Toro Rosso v první polovině sezóny, s nejlepším výsledkem šestého místa na německé Grand Prix na rozdíl od těžké sezóny Pierra Gaslyho v Red Bullu. Po oznámení Red Bull v tiskové zprávě uvedl: „Tým využije dalších devět závodů k vyhodnocení výkonu Alexe, aby se mohl rozhodnout, kdo bude jezdit po boku Maxe Verstappena v roce 2020.“
Ve svém prvním závodě s Red Bullem na belgické Grand Prix byl Albon nucen zahájit závod ze 17. místa na startovním roštu kvůli změně pohonné jednotky. Svou skvělou jízdou a po předjetí Sergia Péreze dvěma koly na trávě dokončil Albon závod na 5. místě. Poté, co udělal chybu v první části kvalifikace na ruské Grand Prix, Albon opět předvedl skvělé předjíždění a skončil na 5. místě. Albon a Verstappen oba zajeli identické časy v kvalifikaci na japonské Grand Prix. Nejlépe se Albon umístil na 4. místě. Albon dokončil závod na mexické i americké Grand Prix na 5. místě. Téměř získal pódium na brazilské Grand Prix, než do něj narazil Lewis Hamilton a Albon nakonec skončil na 14. místě. Lewis Hamilton později dostal penalizaci za způsobení kolize a skončil na 8. místě. Na závěrečném závodě v Abú Zabí Albon skončil na 6. místě a sezónu dokončil na celkovém 8. místě.

## Výsledky
| Legenda k tabulce | Legenda k tabulce                                                                       |
| Barva             | Výsledek                                                                                |
| ----------------- | --------------------------------------------------------------------------------------- |
| Zlatá             | Vítěz                                                                                   |
| Stříbrná          | 2. místo                                                                                |
| Bronzová          | 3. místo                                                                                |
| Zelená            | Bodované umístění                                                                       |
| Modrá             | Nebodované umístění                                                                     |
| Modrá             | Dokončil neklasifikován (NC)                                                            |
| Fialová           | Odstoupil (Ret)                                                                         |
| Červená           | Nekvalifikoval se (DNQ)                                                                 |
| Červená           | Nepředkvalifikoval se (DNPQ)                                                            |
| Černá             | Diskvalifikován (DSQ)                                                                   |
| Bílá              | Nestartoval (DNS)                                                                       |
| Bílá              | Závod zrušen (C)                                                                        |
| Světle modrá      | Pouze trénoval (PO)                                                                     |
| Světle modrá      | Páteční testovací jezdec (TD)                                                           |
| Bez barvy         | Netrénoval (DNP)                                                                        |
| Bez barvy         | Vyřazen (EX)                                                                            |
| Bez barvy         | Nepřijel (DNA)                                                                          |
| Bez barvy         | Odvolal účast (WD)                                                                      |
| Bez barvy         | Nezúčastnil se (prázdné)                                                                |
| Označení          | Význam                                                                                  |
| Tučnost           | Pole position                                                                           |
| Kurzíva           | Nejrychlejší kolo                                                                       |
| †                 | Jezdec nedojel do cíle, ale byl klasifikován, protože odjel více než 90 % délky závodu. |
| ‡                 | Byl udělován poloviční počet bodů, protože bylo odjeto méně než 75 % délky závodu.      |
| Horní index       | Umístění bodujících jezdců ve sprintu                                                   |

### Závodní kariéra
| Sezóna | Série                        | Tým                          | Závody                     | Vítězství                  | PP                         | NK                         | Pódia                      | Body                       | Umístění                   |
| ------ | ---------------------------- | ---------------------------- | -------------------------- | -------------------------- | -------------------------- | -------------------------- | -------------------------- | -------------------------- | -------------------------- |
| 2012   | Eurocup Formula Renault 2.0  | EPIC Racing                  | 14                         | 0                          | 0                          | 0                          | 0                          | 0                          | 38. místo                  |
| 2012   | Formula Renault 2.0 Alps     | EPIC Racing                  | 14                         | 0                          | 0                          | 0                          | 0                          | 26                         | 16. místo                  |
| 2013   | Eurocup Formula Renault 2.0  | KTR                          | 14                         | 0                          | 1                          | 1                          | 0                          | 22                         | 16. místo                  |
| 2013   | Formula Renault 2.0 NEC      | KTR                          | 6                          | 0                          | 0                          | 1                          | 1                          | 61                         | 22. místo                  |
| 2014   | Eurocup Formula Renault 2.0  | KTR                          | 14                         | 0                          | 1                          | 0                          | 3                          | 117                        | 3. místo                   |
| 2014   | Formula Renault 2.0 NEC      | KTR                          | 6                          | 1                          | 0                          | 1                          | 2                          | 80                         | 17. místo                  |
| 2015   | FIA Formule 3 European       | Signature                    | 33                         | 0                          | 2                          | 1                          | 5                          | 187                        | 7. místo                   |
| 2015   | Macau Grand Prix             | Signature                    | 1                          | 0                          | 0                          | 0                          | 0                          | —                          | 13. místo                  |
| 2016   | GP3 Series                   | ART Grand Prix               | 18                         | 4                          | 3                          | 3                          | 7                          | 177                        | 2. místo                   |
| 2016   | Masters of Formula 3         | Hitech GP                    | 1                          | 0                          | 0                          | 0                          | 0                          | —                          | 5. místo                   |
| 2017   | Formule 2                    | ART Grand Prix               | 20                         | 0                          | 1                          | 1                          | 2                          | 86                         | 10. místo                  |
| 2018   | Formule 2                    | DAMS                         | 24                         | 4                          | 3                          | 0                          | 8                          | 212                        | 3. místo                   |
| 2019   | Formule 1                    | Red Bull Toro Rosso Honda    | 12                         | 0                          | 0                          | 0                          | 0                          | 92                         | 8. místo                   |
| 2019   | Formule 1                    | Aston Martin Red Bull Racing | 9                          | 0                          | 0                          | 0                          | 0                          | 92                         | 8. místo                   |
| 2020   | Formule 1                    | Aston Martin Red Bull Racing | 17                         | 0                          | 0                          | 0                          | 2                          | 105                        | 7. místo                   |
| 2021   | Deutsche Tourenwagen Masters | AlphaTauri AF Corse          | 14                         | 1                          | 1                          | 3                          | 4                          | 130                        | 6. místo                   |
| 2021   | Formule 1                    | Red Bull Racing Honda        | Testovací/ rezervní jezdec | Testovací/ rezervní jezdec | Testovací/ rezervní jezdec | Testovací/ rezervní jezdec | Testovací/ rezervní jezdec | Testovací/ rezervní jezdec | Testovací/ rezervní jezdec |
| 2021   | Formule 1                    | Scuderia AlphaTauri          | Testovací/ rezervní jezdec | Testovací/ rezervní jezdec | Testovací/ rezervní jezdec | Testovací/ rezervní jezdec | Testovací/ rezervní jezdec | Testovací/ rezervní jezdec | Testovací/ rezervní jezdec |
| 2022   | Formule 1                    | Williams Racing              | 22                         | 0                          | 0                          | 0                          | 0                          | 4                          | 19. místo                  |
| 2023   | Formule 1                    | Williams Racing              | 22                         | 0                          | 0                          | 0                          | 0                          | 27                         | 13. místo                  |
| 2024   | Formule 1                    | Williams Racing              | 24                         | 0                          | 0                          | 0                          | 0                          | 12                         | 16. místo                  |
| 2025   | Formule 1                    | Atlassian Williams Racing    | 12                         | 0                          | 0                          | 0                          | 0                          | 46*                        | 8. místo*                  |

### Kompletní výsledky ve Formuli 1
| Rok  | Tým                          | Šasi             | Motor                    | 1       | 2       | 3       | 4       | 5      | 6      | 7       | 8      | 9       | 10      | 11      | 12     | 13     | 14     | 15     | 16      | 17      | 18      | 19     | 20      | 21      | 22      | 23     | 24     | Body | Umístění  |
| ---- | ---------------------------- | ---------------- | ------------------------ | ------- | ------- | ------- | ------- | ------ | ------ | ------- | ------ | ------- | ------- | ------- | ------ | ------ | ------ | ------ | ------- | ------- | ------- | ------ | ------- | ------- | ------- | ------ | ------ | ---- | --------- |
| 2019 | Red Bull Toro Rosso Honda    | Toro Rosso STR14 | Honda RA619H 1,6 V6 t    | AUS 14  | BAH 9   | CHN 10  | AZE 11  | ESP 11 | MON 8  | CAN Ret | FRA 15 | AUT 15  | GBR 12  | GER 6   | HUN 10 |        |        |        |         |         |         |        |         |         |         |        |        | 92   | 8. místo  |
| 2019 | Aston Martin Red Bull Racing | Red Bull RB15    | Honda RA619H 1,6 V6 t    |         |         |         |         |        |        |         |        |         |         |         |        | BEL 5  | ITA 6  | SIN 6  | RUS 5   | JPN 4   | MEX 5   | USA 5  | BRA 14  | ABU 6   |         |        |        | 92   | 8. místo  |
| 2020 | Aston Martin Red Bull Racing | Red Bull RB16    | Honda RA620H 1,6 V6 t    | AUT 13† | STY 4   | HUN 5   | GBR 8   | 70A 5  | ESP 8  | BEL 6   | ITA 15 | TUS 3   | RUS 10  | EIF Ret | POR 12 | EMI 15 | TUR 7  | BHR 3  | SKR 6   | ABU 4   |         |        |         |         |         |        |        | 105  | 7. místo  |
|      |                              |                  |                          |         |         |         |         |        |        |         |        |         |         |         |        |        |        |        |         |         |         |        |         |         |         |        |        |      |           |
| 2022 | Williams Racing              | Williams FW44    | Mercedes-AMG F1 M13 V6 t | BHR 13  | SAU 14  | AUS 10  | EMI 11  | MIA 9  | ESP 18 | MON Ret | AZE 12 | CAN 13  | GBR Ret | AUT 12  | FRA 13 | HUN 17 | BEL 10 | NED 12 | ITA WD  | SIN Ret | JPN Ret | USA 13 | MXC 12  | SAP 15  | ABU 13  |        |        | 4    | 19. místo |
| 2023 | Williams Racing              | Williams FW45    | Mercedes-AMG F1 M14 V6 t | BHR 10  | SAU Ret | AUS Ret | AZE 12  | MIA 14 | MON 14 | ESP 16  | CAN 7  | AUT 11  | GBR 8   | HUN 11  | BEL 14 | NED 8  | ITA 7  | SIN 11 | JPN Ret | QAT 137 | USA 9   | MXC 9  | SAP Ret | LVG 12  | ABU 14  |        |        | 27   | 13. místo |
| 2024 | Williams Racing              | Williams FW46    | Mercedes-AMG F1 M15 V6 t | BHR 15  | SAU 11  | AUS 11  | JPN Ret | CHN 12 | MIA 19 | EMI Ret | MON 9  | CAN Ret | ESP 19  | AUT 15  | GBR 9  | HUN 14 | BEL 12 | NED 14 | ITA 9   | AZE 7   | SIN Ret | USA 16 | MXC Ret | SAP DNS | LVG Ret | QAT 15 | ABU 11 | 12   | 16. místo |
| 2025 | Atlassian Williams Racing    | Williams FW47    | Mercedes-AMG F1 M16 V6 t | AUS 5   | CHN 7   | JPN 9   | BHR 12  | SAU 9  | MIA 5  | EMI 5   | MON 9  | ESP Ret | CAN Ret | AUT Ret | GBR 8  | BEL 6  | HUN    | NED    | ITA     | AZE     | SIN     | USA    | MXC     | SAP     | LVG     | QAT    | ABU    | 54*  | 8. místo* |